# Liu Yang (Turner)
Liu Yang (chinesisch 刘洋, Pinyin Liú Yáng; * 10. September  1994 in Liaoning) ist ein chinesischer Kunstturner. 2020 und 2024 wurde er Olympiasieger an den Ringen, an welchen er auch zweimaliger Weltmeister ist.

## Werdegang
Liu begann mit dem Turnen, als er fünf Jahre alt war.
Bei den Turn-Weltmeisterschaften 2014 in Nanning gewann er die Goldmedaille an den Ringen.
Liu wurde nominiert, China bei den Olympischen Sommerspielen 2016 zusammen mit Deng Shudi, Lin Chaopan, Zhang Chenglong und You Han zu vertreten. Das Team gewann die Bronzemedaille im Mannschaftswettbewerb hinter Japan und Russland. Im Finale an den Ringen wurde er Vierter.
Bei den Weltmeisterschaften 2017 gewann Liu die Bronzemedaille an den Ringen, hinter Eleftherios Petrounias und Denis Ablyazin.
Liu begann seinen Versuch, sich über die Weltcupserie für die Olympischen Spiele 2020 zu qualifizieren, beim Weltcup 2018 in Cottbus, wo er die Goldmedaille an den Ringen gewann. Er gewann weiterhin Gold an den Ringen beim Weltcup 2019 in Melbourne und beim Weltcup 2019 in Cottbus. Obwohl Liu die maximale Punktzahl über die Weltcupserie gewann, verlor er den Tie-Break gegen Eleftherios Petrounias und erhielt den Olympia-Platz nicht. China erhielt durch die gestrichene All-Around-Weltcupserie eine zusätzliche Quote für die Olympischen Spiele 2020, und dieser Platz wurde Liu zugesprochen. In Tokio gewann Liu 2020 mit einer Punktzahl von 15,500 die Goldmedaille an den Ringen, sein Teamkollege You Hao gewann die Silbermedaille. Bei den Olympischen Spielen 2024 in Paris gewann Liu die Goldmedaille an den Ringen und die Silbermedaille mit der Mannschaft.
Zu seinen größten Erfolgen zählt weiterhin der Gewinn der Goldmedaille an den Ringen bei den Weltmeisterschaften 2023 in Antwerpen. Bei den Weltmeisterschaften 2015 in Glasgow und 2017 in Montreal gewann er in dieser Disziplin die Bronzemedaille.